# Enganyapastors de Núbia
L'enganyapastors de Núbia o enganyapastors núbic (Caprimulgus nubicus) és una espècie d'ocell de la família dels caprimúlgids (Caprimulgidae) que habita zones àrides d'Israel, sud-oest d'Aràbia, centre i est del Sudan, Etiòpia, Eritrea, Djibouti, Somàlia i Kenya.